# Ambatondrakalavao
Ambatondrakalavao – gmina (kaominina) na Madagaskarze, w regionie Vakinankaratra, w dystrykcie Ambatolampy. W 2001 roku zamieszkana była przez 13 138 osób. Siedzibę administracyjną stanowi miejscowość Ambatondrakalavao.